# Ib Koch-Olsen
Ib Koch-Olsen (født 19. april 1914 i Sankt Mortens Sogn, Randers, død 28. september 1993) var en dansk forfatter. 
Koch-Olsen voksede op i Helsingør som søn af en købmand. Han blev student i 1932 og cand.mag. i historie og dansk i 1938 fra Københavns Universitet. Han var derefter i kortere perioder lærer ved Roskilde Højskole og Ollerup Gymnastikhøjskole og var 1942-1943 sekretær i oplysningsforbundet AOF. Herefter kom han til Statsradiofonien som programsekretær, mens han i 1946 blev direktør for Dansk Kulturfilm. Her mødte han kritik, men fastholdt oplysningstraditionen. Fra 1957 til 1962 var han forstander for Roskilde Højskole. Derefter virkede han som uafhængig skribent og fungerede som redaktør for en række tidsskrifter og historiske værker.
Under besættelsen var han aktiv i Dansk Ungdomssamvirke, og markerede sig som foredragsholder som modstander mod besættelsesmagten. Allerede i 1930'erne havde han tilsluttet sig Socialdemokratiet, men han helligede sig folkeoplysningens sag frem for en politisk løbebane.
Han blev i 1953 gift med billedhugger Gudrun Ingeborg Langkilde Lauesen (1917-2002).